# Björn Rosendahl
Björn Rosendahl, född 16 november 1956 i Enskede, är en svensk orienterare som blev världsmästare i stafett 1979, nordisk mästare i stafett 1977 samt svensk mästare i stafett 1978, 1979 och 1980. Han tävlade för OK Ravinen.